# 竹瘤斑蚜
竹瘤斑蚜（学名：Chucallis bambusicola）为斑蚜科竹斑蚜屬下的一个种。